# Asclepias rafaelensis
Asclepias rafaelensis är en oleanderväxtart som beskrevs av T. S. Brandegee. Asclepias rafaelensis ingår i släktet sidenörter, och familjen oleanderväxter. Inga underarter finns listade i Catalogue of Life.